# Mohamed Farrah Aidid
General Mohamed Farrah Aidid (somali: Maxamed Faarax Caydiid), (født 15. december 1934, død 2. august 1996) var en kontroversiel politisk og militær lederskikkelse fra Somalia, som ofte blev beskrevet som en hensynsløs krigsherre (engelsk: warlord) .
General Aidid var formand for United Somali Congress (USC) og senere Somali National Alliance (SNA), hvorfra oprørsgrupper fordrev daværende præsident Maxamed Siyaad Barres diktatoriske regime fra hovedstaden Mogadishu og efterfølgende tvang dem til helt at forlade landet. Senere udfordrede han også tilstedeværelsen af tropper fra FN og USA i Somalia.
General Aidid blev herefter selv et af hovedmålene under Operation Restore Hope, der var betegnelsen for de militære operationer USA og FN iværksatte som supplement til leverancer af humanitær bistand med det formål at grundlægge en vedvarende våbenhvile. Det lykkedes ikke, og de udenlandske militærstyrker blev tvunget ud af Somalia i 1995. General Aidid udråbte herefter sig selv til Somalias præsident 15. juni 1995, men godt et år senere døde Aidid efter at være blevet såret under en skudveksling, hvor udenlandske agenter måske var involveret. 
Aidid blev efterfulgt på posten som partileder og præsident af sin søn Hussein Mohamed Farrah Aidid, som havde opholdt sig i USA gennem en årrække, og hvorfra han i øvrigt havde en militær uddannelse fra United States Marine Corps . Dette forhold gav næring til lidt vel optimistiske forhåbninger om en efterfølgende forbedring af relationerne mellem de to lande.